# Котката с шапка (филм)
Вижте пояснителната страница за други значения на Котката с шапка.
„Котката с шапка“ (на английски: The Cat in the Hat) е американска комедия от 2003 г. под режисурата на Бо Уелч. Участват Майк Майърс, Алек Болдуин, Кели Престън, Дакота Фанинг, Спенсър Бреслин и други. Базиран е на едноименната книга на доктор Сюс. Продуциран е от Юнивърсъл Студиос и DreamWorks Pictures.